# Sony Ericsson W302
El Sony Ericsson W302 es un teléfono diseñado para la nutrida gama media, pero que tiene pretensiones de destacar entre la competitiva fauna de móviles MP3. Cualidades no le faltan.

## Tamaño
- Estrictamente como móvil, el Sony Ericsson W302 es un terminal básico empaquetado en una carcasa de aluminio que le permite no superar los 10,5 milímetros de grosor. Sus credenciales son una pantalla de 2,0 pulgadas con resolución de 176 x 220 píxeles, conectividad cuatribanda GSM sin 3G, y una batería capaz de ofrecer hasta 7 horas de conversación.

## Multimedia
- Por eso, para que el Sony Ericsson W302 brille como móvil musical, la alianza sueco-japonesa no ha incluido características que muchos esperarían encontrar en un teléfono móvil del 2008, permitiendo solamente la entrada a aquellas que aporten algo a las funciones que tiene que desempeñar: hacer llamadas y reproducir música.

- Como reproductor MP3, la ausencia de una memoria interna más amplia, es el único punto débil que le encontramos al último Walkman de Sony Ericsson. No obstante, esto se puede entender por el mercado de consumo al que va dirigido. El almacenamiento se consigue a través de tarjetas de memoria Memory Stick Micro, de las que el W302 incluye una con capacidad para 512 MB.

- El resto de funciones musicales del Sony Ericsson W302 están dentro de lo esperado. Desde el software de reproducción compatible con MP3 y AAC, hasta el sintonizador de radio FM con RDS o la función TrackID para identificar esa canción que nos lleva días rondando la cabeza. Por supuesto, no nos olvidamos del Blueteooth con perfil A2DP para escuchar música sin cables, imprescindible en un todo móvil reproductor que se precie, aun siendo su calidad de sonido bastante mejorable.

- Una más que suficiente cámara de 2,0 megapíxeles con un inútil zum digital de 2,5 aumentos y compatibilidad PictBridge, se obtiene mejor calidad de imagen a la luz, un puerto USB para cargar o sincronizar, y las habituales aplicaciones de entretenimiento y productividad, completan el listado de características del Sony Ericsson W302.
- VGA (640X480)
- 1 MegaPixels (1280x1024)
- 2 MegaPixels (1200x1600) Máximo

- El Sony Ericsson W302, fue lanzado al mercado a partir del último trimestre de 2008.

## Bluetooth
- Mediante este sistema, se posibilita sincronizar dispositivos, compartir archivos, escuchar música con audífonos Bluetooth. Tiene un alcance de 5m aproximadamente.